# Proedromys
Genre
Proedromys est un genre de rongeurs de la famille des Cricétidés.

## Liste des espèces
Selon Mammal Species of the World (version 3, 2005)  (13 mars 2016) et ITIS (13 mars 2015) :
- Proedromys bedfordi Thomas, 1911

D'autres y ajoutent une nouvelle espèce qui aurait été découverte en 2007 : Proedromys liangshanensis